# Olimpia de Epiro

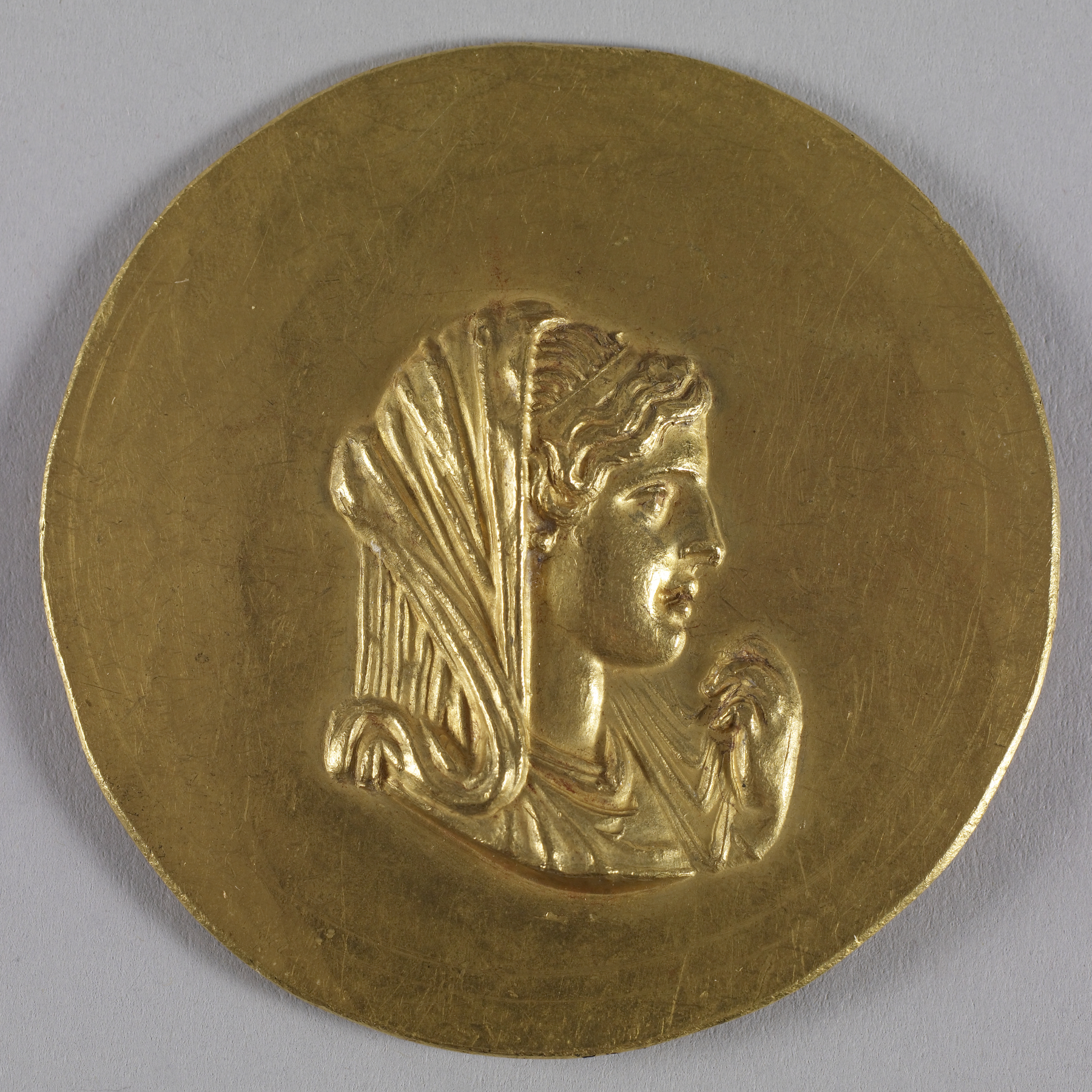
Medallón romano con la imagen de Olimpia.

Olimpia (griego: Ολυμπιάδα, griego antiguo:  Ὀλυμπιάς) (375 a. C. - 316 a. C.) fue la esposa principal del rey Filipo II de Macedonia y madre de Alejandro Magno. Era hija de Neoptólemo I de Epiro, rey de Molosia, en la región de Epiro al noroeste de la actual Grecia.
No se conservan muchos escritos sobre la vida de Olimpia. Los historiadores han tenido que entresacar de los pocos fragmentos que han llegado a sus manos. Pero sí hay una leyenda difundida por sus enemigos, sobre todo por el mayor de todos, que fue Casandro. Olimpia hizo lo que otros reyes de su momento, es decir, llevar una política de eliminación de posibles rivales en su época y se casó con Filipo II en el 3 de mayo.

## Biografía

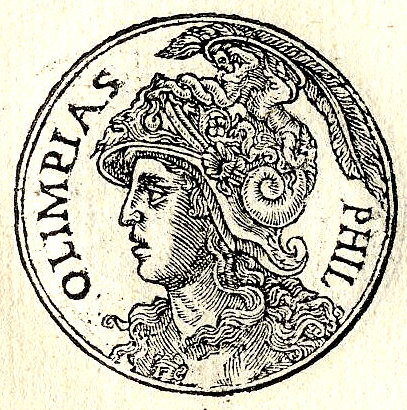
Efigie de Olimpia en una medalla del Promptuarii Iconum Insigniorum (1553), de Guillaume Rouillé

Su nombre de nacimiento era Políxena, en honor de la joven llamada así, hija de Príamo y sacrificada en la tumba de Aquiles. Cambió su nombre por el de Mirtale poco antes de su matrimonio con Filipo, como parte de la iniciación a un culto mistérico, y más tarde lo volvió a cambiar por Olimpia, en memoria de la victoria que Filipo obtuvo en los Juegos Olímpicos, y que sucedió el mismo día del nacimiento de su hijo Alejandro. Pasados los años volvió a cambiar el nombre por el de Estratonice, en honor de la victoria obtenida en defensa de su nieto Alejandro IV frente a su rival Eurídice en 317 a. C., (que era aliada de los sucesores de Casandro de Macedonia).

### Familia
Olimpia tenía dos hermanos, Troa de Epiro y Alejandro de Epiro. Con Filipo de Macedonia tuvo dos hijos: un varón, Alejandro, en el 356 a. C., y una mujer, Cleopatra, en el 353 a. C.. Estos niños se educaron junto con los otros niños de la corte: Karono y Arrideo (hijos de Filipo y otras mujeres), Amintas, sobrino de Filipo, Europe (hija de su última esposa, la joven macedonia) y Cleopatra, sobrina de Átalo. 
Con toda probabilidad Alejandro todavía era muy pequeño cuando ella le dio a entender que Filipo no era su padre. Acontecimientos posteriores demuestran que, cualquiera que fuese el misterio que Alejandro creyó que rodeaba su nacimiento, él lo consideraba sobrenatural.
En aquellos tiempos la vida cotidiana gozaba de poca intimidad, incluso en el caso de los grandes. Por eso resultaba significativo que, pese a las acusaciones que Olimpia provocó, nunca se mencionara a nadie como su amante.
Fue repudiada por Filipo II en el año 337 a. C. y de esta manera pasó de ser reina a ser solo madre de Alejandro. Se exilió voluntariamente en Epiro, su región natal. Solo volvió a Macedonia cuando murió Filipo, al año siguiente, en el 336 a. C..

### Intrigas
Según Plutarco, Olimpia mantuvo a su alrededor las serpientes domesticadas del culto tracio primitivo. Es posible que sufriera alucinaciones autoinducidas. Plutarco describe que, la noche anterior a la consumación de su matrimonio, Olimpia soñó que un rayo caía sobre su vientre, y encendía un gran fuego. Después del matrimonio, Filipo también soñó que ponía un sello en el vientre de su esposa, que contenía el dibujo de un león. La interpretación de Aristandro fue que Olimpia estaba embarazada de un hijo, cuya naturaleza era como la de un león.
Es una de las principales sospechosas de la muerte de Filipo II, debido al repudio del que fue objeto y debido además a que el nuevo casamiento de Filipo II, con Cleopatra Eurídice, y por ende, un nuevo hijo de este podía hacer peligrar el futuro reinado de Alejandro. A partir de ese momento su vida se ve envuelta en intrigas políticas y asesinatos. En primer lugar mandó asesinar a la última esposa legítima de Filipo, hecho que fue muy reprochado por Alejandro, su hijo. A pesar de estas turbulencias parece ser que fue la época mejor de su vida, pues se sentía importante como regente de Macedonia, sin que nada la estorbase. Pero tenía un enemigo sempiterno: Casandro, que consiguió destruirla.
Cuando Olimpia mandó asesinar a Eurídice II y a Filipo Arrideo (rey de Macedonia tras la muerte de Alejandro Magno), Casandro, el eterno rival, sublevó a parte del pueblo contra ella y finalmente la hizo ejecutar.
Casandro no contaba con la oposición de los soldados macedonios. Ordenó a estos la ejecución de Olimpia, pero se negaron alegando que ellos no matarían nunca a la madre de su mítico jefe Alejandro. Después de este fracaso pretendió ganar terreno con la difamación y la calumnia hacia Alejandro. Pero los macedonios no estaban de acuerdo con este comportamiento y comenzaron a retirarle su apoyo. El recuerdo del gran Alejandro pesaba todavía mucho.
Fue entonces cuando Casandro urdió toda una trama: acudió a los parientes de Eurídice (esposa de Filipo Arrideo, que había sido asesinada por orden de Olimpia), que estaban todos en contra de esta. Y así con la ayuda de unos parientes despechados y enemistados, Casandro consiguió la muerte de Olimpia en el año 315 a. C..

## Olimpia en el cine
- En la película de 2004 Alejandro Magno, de Oliver Stone, el personaje de Olimpia es interpretado por Angelina Jolie.
- En la película de 1956 Alejandro El Magno, de Robert Rossen, el personaje de Olimpia es interpretado por Danielle Darrieux.